# Keljonjärvi
Keljonjärvi är en sjö i kommunen Kangasala i landskapet Birkaland i Finland. Sjön ligger 84,2 meter över havet. Den är 10,36 meter djup. Arean är 1,73 kvadratkilometer och strandlinjen är 11,93 kilometer lång. Sjön  ingår i Kumo älvs huvudavrinningsområde.   Den ligger omkring 30 km öster om Tammerfors och omkring 150 km norr om Helsingfors. 
I sjön finns ön Keljonsaari. Väster om Keljonjärvi ligger Sahalax kyrkoby. 